# Cosmoscarta bicolor
Cosmoscarta bicolor är en insektsart som beskrevs av Victor Lallemand 1922. Cosmoscarta bicolor ingår i släktet Cosmoscarta och familjen spottstritar. Inga underarter finns listade i Catalogue of Life.